# Metasia arida
Metasia arida là một loài bướm đêm trong họ Crambidae.